# جی.ریف
جی. ریف (انگلیسی: G.rev) شرکت بازی ویدئویی ژاپنی است، که در سال ۲۰۰۰ تأسیس شد.